# Jindabyne
Jindabyne (1.903 habitantes) es una localidad de Nueva Gales del Sur, en Australia, sobre la costa del lago Jindabyne, cerca de los Montes Nevados de la cordillera australiana. La localidad es un destino turístico frecuente por su cercanía a varios lugares para esquiar en el Parque nacional Kosciuszko.
- Datos: Q1020373
- Multimedia: Jindabyne, New South Wales / Q1020373

1. ↑  Worldpostalcodes.org, código postal n.º 2627.